# Arispe
Arispe es una ciudad situada en el condado de Union, Estado de Iowa, Estados Unidos. Según el censo de 2000 tenía una población de 89 habitantes.

## Demografía
Según el censo de 2000, había 89 personas, 42 hogares y 25 familias residiendo en la localidad. La densidad de población era de 66,27 hab./km². Había 44 viviendas con una densidad media de 66,1 viviendas/km². El 100% de los habitantes eran blancos.
Según el censo, de los 42 hogares, en el 21,4% había menores de 18 años, el 59,5% pertenecía a parejas casadas, el 2,4% tenía a una mujer como cabeza de familia, y el 38,1% no eran familias. El 35,7% de los hogares estaba compuesto por un único individuo, y el 23,8% pertenecía a alguien mayor de 65 años viviendo solo. El tamaño promedio de los hogares era de 2,12 personas, y el de las familias de 2,77.
La población estaba distribuida en un 19,1% de habitantes menores de 18 años, un 3,4% entre 18 y 24 años, un 21,3% de 25 a 44, un 23,6% de 45 a 64, y un 32,6% de 65 años o mayores. La media de edad era 49 años. Por cada 100 mujeres había 85,4 hombres. Por cada 100 mujeres de 18 años o más, había 94,6 hombres.
Los ingresos medios por hogar en la localidad eran de 25.000 dólares ($), y los ingresos medios por familia eran 27.917 $. Los hombres tenían unos ingresos medios de 16.250 $ frente a los 14.167 $ para las mujeres. La renta per cápita para la ciudad era de 11.999 $. El 11,7% de la población y el 17,4% de las familias estaban por debajo del umbral de pobreza. El 27,6% de los habitantes de 65 años o más vivían por debajo del umbral de pobreza.

## Geografía
Según la Oficina del Censo de los Estados Unidos, la localidad tiene un área total de 1.34 km², la totalidad de los cuales corresponden a tierra firme.